# Mistici (Dark Crystal)
(Narratore nel film Dark Crystal)
I Mistici, anche conosciuti come urRu, sono una razza immaginaria che debutta nel film Dark Crystal del 1982, ideata da Jim Henson e disegnata da Brian Froud. Successivamente, appaiono in diverse opere derivate, tra cui manga, fumetti, romanzi e serie TV. I Mistici sono liberamente ispirati ai troll e sono rappresentati attraverso una combinazione di burattini e costumi indossati da mimi e attori. Sono una razza di maghi pacifici che si sono isolati nelle valli del mondo di Thra, dopo essersi separati dagli Skeksis, le loro controparti malvagie. Privi della capacità di agire direttamente contro gli Skeksis, i Mistici adottano e crescono Jen, uno degli ultimi Gelfling, con l'obiettivo di farlo diventare l'eroe in grado di porre fine al regno degli Skeksis.

## Descrizione
I Mistici sono creature lente e ingobbite, con sei arti: due gambe e quattro braccia. Le braccia anteriori sono utilizzate per i lavori pesanti, mentre quelle posteriori per manipolare gli oggetti. Le loro facce, rugose e decorate con segni runici, si protendono in avanti su un lungo collo ricoperto da una criniera di capelli grigi. Camminano con un'andatura ondeggiante e le loro code non sono abbastanza pesanti da bilanciare il peso della testa, costringendoli ad appoggiarsi su bastoni. L'aura che un tempo scorreva negli UrSkeks, la specie da cui originano, è ancora presente nei Mistici, sebbene in una forma ridotta. Per ogni Mistico esiste uno Skeksis corrispondente, e la morte di uno implica la morte dell'altro.
I loro indumenti ricordano un incrocio tra un mantello e una coperta da sella. Questi abiti, ispirati all’albero della vita, sono realizzati attraverso un elaborato intreccio di fili annodati, che formano schemi rappresentanti i pensieri di chi li indossa. Quando un Mistico muore, i fili si sciolgono e i pensieri vengono liberati nell’aria.
Sebbene dotati di grande intelligenza, la conoscenza dei Mistici è esclusivamente concettuale: sono incapaci di apprendere tramite la pratica o l’esempio. Eredi della saggezza degli UrSkeks, la loro natura incompleta impedisce loro di applicarla concretamente, arrivando talvolta a sprecare intere giornate nel tentativo di esplorare tutte le permutazioni ottenibili legando insieme oggetti comuni con i fili.

## Creazione

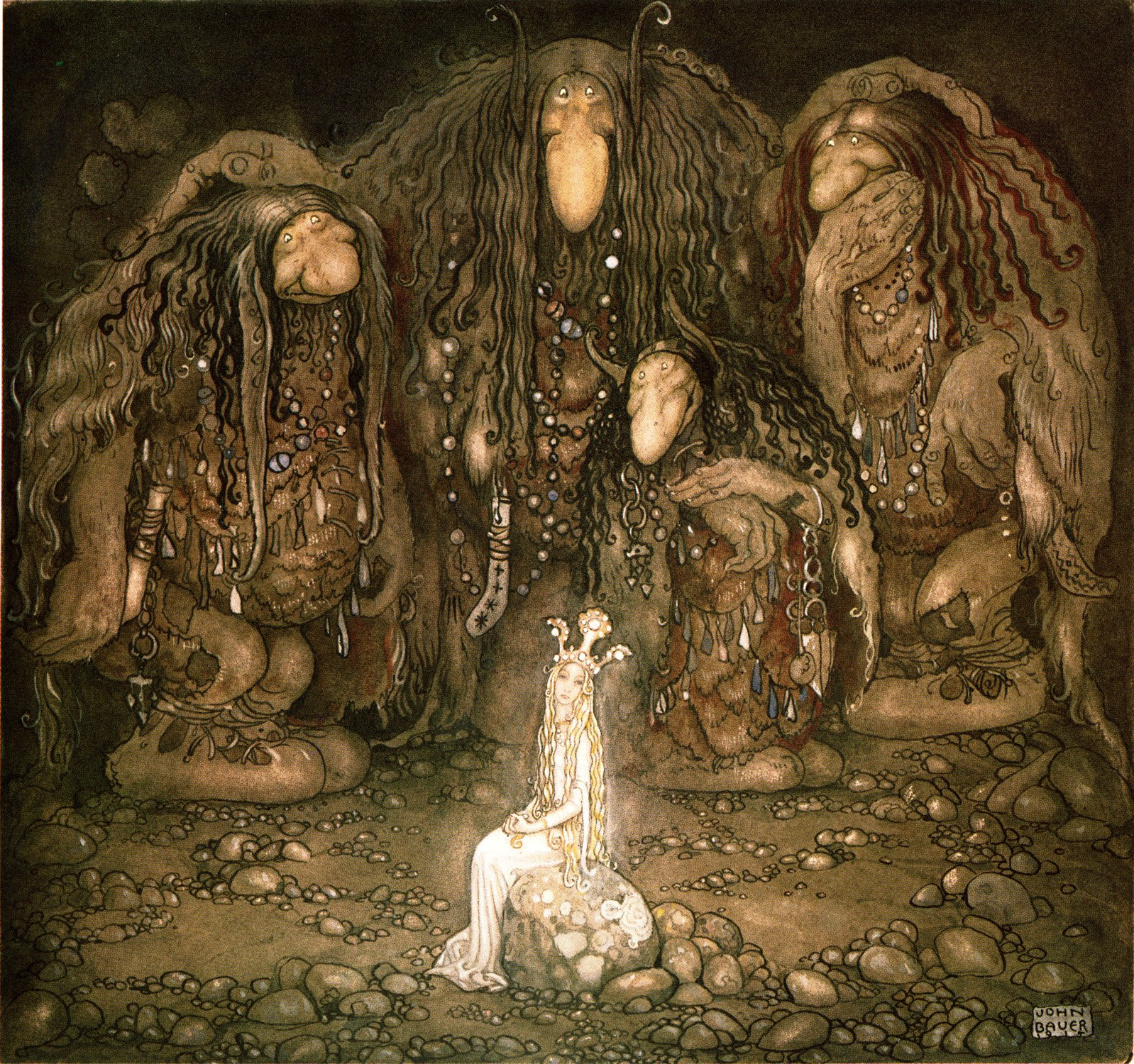
Troll rappresentati da John Bauer (1915). I troll di Bauer ispirarono quelli di Brian Froud, che a sua volta li avrebbe usati come modello per i Mistici.

Nel concepire i Mistici, Jim Henson si ispirò ai troll raffigurati nei libri The Land of Froud e Once Upon a Time di Brian Froud. Inserì questa ispirazione nel suo abbozzo del 1977, intitolato The Mithra Treatment, dove i Mistici erano inizialmente chiamati "Bada". In queste prime note, i Bada erano descritti come una tribù di maghi oppressi dai Reptus, antenati concettuali degli Skeksis. Secondo la bozza, avrebbero allevato Brian, uno degli ultimi Eunaze (prototipo del futuro Jen, il Gelfling).
Durante il Noreaster del 1978, costretto a restare bloccato per 72 ore in un albergo, Henson sviluppò ulteriormente il concetto dei Bada, rinominandoli "urRu" e modificandone il legame con gli Skeksis: non più semplici vittime, ma rami separati di una stessa razza originaria. Fin dall’inizio, Henson immaginava queste creature come esseri privi di desideri materiali, ma anche incapaci di agire nel mondo reale.

### Design
Sebbene Henson desiderasse che i Mistici somigliassero ai troll presenti nelle opere di Froud, quest'ultimo, per non perdere i diritti d’autore sulle proprie creazioni, modificò volutamente il design delle creature per differenziarle, assegnando loro, ad esempio, quattro braccia. Per rappresentarli come esseri in armonia con il mondo di Thra, Froud integrò nella loro pelle e nei loro indumenti gli stessi segni runici presenti nel paesaggio circostante. Nel disegnarli, li concepì come creature più connesse al mondo naturale rispetto alle loro controparti, gli Skeksis. Per sottolineare il legame tra le due razze, a entrambe fu attribuita la stessa struttura corporea di base, ma con tratti più morbidi e arrotondati per i Mistici. Le loro pitture di sabbia si ispirano ai maṇḍala dell'iconografia induista e buddhista.

### Fabbricazione e riprese

Marionetta di urUtt il Tessitore al Puppetry Arts Center di Atlanta, Georgia

La realizzazione dei costumi dei Mistici fu supervisionata da Sherry Amott, già coinvolta nella creazione del muppet Barkley in Sesamo apriti, anch’esso rappresentato tramite un costume integrale. Gli attori che interpretavano i Mistici dovevano assumere posizioni rannicchiate, che limitavano fortemente la loro mobilità. In alcune scene fu necessario ricorrere a una piattaforma, per permettere a un attore di manovrare la testa del personaggio mentre un altro ne controllava le braccia. Per ovviare all'ingombro dei costumi, i burattini dei Mistici furono progettati con sezioni unite da velcro, rendendo possibile un rapido smontaggio. Nelle riprese in primo piano, ciò permetteva a un attore di esibirsi utilizzando solo la testa del personaggio. Inoltre, le strutture interne dei costumi furono realizzate in nylon a rete, così da evitare il surriscaldamento degli attori.
I Mistici si rivelarono le creature più difficili da interpretare: lo stesso Henson non riusciva a mantenere la posizione all'interno di un costume da Mistico per più di 5–10 secondi. Jean-Pierre Amiel, mimo svizzero, fu incaricato di istruire gli attori su come camminare e restare fermi in posizione accovacciata per imitare correttamente i movimenti dei Mistici. Robbie Barnett, artista circense che interpretava uno di loro, descrisse le sessioni con Amiel nei seguenti termini:
(Robbie Barnett)
Sebbene Jim Henson desiderasse attribuire ai Mistici un ruolo più significativo nel film, fu costretto a tagliare molte delle loro scene. I produttori e i finanziatori, infatti, li ritenevano meno interessanti rispetto agli Skeksis, considerandoli "noiosi" e temendo che potessero rallentare il ritmo della narrazione. Per mantenere il controllo creativo e preservare la sua visione originale, Henson arrivò persino ad acquistare i diritti del film con 15 milioni di dollari di tasca propria, opponendosi a ulteriori modifiche richieste dagli investitori.

## Lista
| Nome   | Ruolo            | Controparte Skeksis              | Descrizione | Note                                                                                   | Burattinaio       | Doppiatore            | 1ª app.                                |
| ------ | ---------------- | -------------------------------- | --- | -------------------------------------------------------------------------------------- | ----------------- | --------------------- | -------------------------------------- |
| urSu   | Maestro          | skekSo l'imperatore              | Il più saggio e potente dei Mistici. Indossa una vestaglia color crema e verde, decorata con dettagli verdi e ricoperta da un lenzuolo. |                                                                                        | Brian Meehl       | Sean Barrett          | Dark Crystal                           |
| UrSol  | Cantore          | SkekSil, il ciambellano          | Dispone di una notevole estensione vocale, con una voce dolce per parlare e una profonda che può calmare le tempeste, fermare le cascate e far vibrare ogni pietra della valle. Considera la musica come la forma più effimera della scultura e, perciò, la più potente. Indossa una vestaglia di colore marrone scuro, accentuata con fili verdi, e una corazza blu-verde sul dorso.      | Nel progettare i suoi indumenti, Froud incorporò motivi che raffigurano note musicali. |                   | Simon Williamson      | Dark Crystal                           |
| UrIm   | Guaritore        | SkekUng, generale dei Garthim    | Tenta di restaurare l’aura dei Mistici, perduta dopo la separazione dagli Skeksis, attraverso i suoi bagni e trattamenti di agopuntura. Conosce anche il modo di indurre il trance della morte. La sua vestaglia è di un marrone scuro con chiazze verdi e blu, delineate da bordi di rosso ruggine.                                                                                       |                                                                                        | Richard Slaughter |                       | Dark Crystal                           |
| UrZah  | Custode del rito | SkekZok, Maestro delle cerimonie | Il mago più abile dei Mistici, è responsabile della creazione delle pitture di sabbia profetiche. A differenza degli altri Mistici, che portano segni runici solo sul volto, urZah li ha su tutto il corpo. Parla più volentieri dei suoi compagni, ma sempre in forma di indovinelli. Indossa una vestaglia di colore crema chiaro con maniche blu chiare.                                |                                                                                        | Brian Meehl       | Sean Barrett          | Dark Crystal                           |
| UrTih  | Alchemista       | SkekTek lo scienziato            | Uno stacanovista ossessionato dal mutare la forma dei solidi e dei liquidi, sebbene sia abbastanza modesto da ammettere che il suo lavoro non è paragonabile a quello svolto dalla natura. Porta un cappuccio rosso scuro e una frangia corta. |                                                                                        | Toby Philpott     |                       | Dark Crystal                           |
| UrAmaj | Cuoco            | SkekAyuk, il buongustaio         | Insieme a urNol, l'erborista, si occupa di restaurare l'equilibrio fisico e mentale dei suoi compagni attraverso i piatti rustici che cucina. La sua vestaglia è di un grigio scuro, ricoperta di pietre blu. |                                                                                        | Hugh Spight       |                       | Dark Crystal                           |
| UrUtt  | Tessitore        | SkekEkt l'artista                | Il creatore degli indumenti dei suoi compagni. Indossa una vestaglia color ruggine con maniche rosse. È spesso visto con il suo telaio. |                                                                                        | Jean Pierre Amiel |                       | Dark Crystal                           |
| UrAc   | Scrivano         | SkekOk, lo storico               | E'il compositore delle preghiere e creatore degli scettri di legno dei suoi compagni. Indossa un cappuccio rosso e porta uno scettro sormontato da una forma a mezzaluna. |                                                                                        | Hus Levant        |                       | Dark Crystal                           |
| UrNol  | Erborista        | SkekNa il signore degli schiavi  | Riconoscibile per l'occhio bendato, crea le medicine dei Mistici utilizzando varie erbe, muschi e licheni che crescono nella valle. |                                                                                        | Swee Lim          |                       | Dark Crystal                           |
| UrYod  | Indovino         | skekShod il tesoriere            | Un numerologo che, prima della divisione, aiutò l'astrologa Aughra a costruire il suo osservatorio. Indossa una vestaglia bianca decorata con spirali rosse e verdi. Porta sempre con sé un abaco fatto di fili e pietre. |                                                                                        | Robbie Barnett    |                       | Dark Crystal                           |
| urSen  | Monaco           | SkekLach l'esattore              | Autoritario e crudele,è incaricato di punire e mantenere l'ordine attraverso la paura. La sua figura è minacciosa e la sua personalità è dominata dalla sete di controllo e dall'uso della violenza. SkekLach si distingue per il suo comportamento spietato, mostrando disprezzo per la vita degli altri, e agisce come un esecutore delle volontà degli altri Skeksis, senza esitazioni. |                                                                                        | Helena Smee       | Awkwafina             | Legends of the Dark Crystal            |
| urVa   | Arciere          | skekMal il cacciatore            | Il praticante più dotato delle arti marziali a quattro braccia. |                                                                                        | Olly Taylor       | Ólafur Darri Ólafsson | Shadows of the Dark Crystal            |
| urGoh  | Viandante        | skekGra il conquistatore         | |                                                                                        |                   |                       | Dark Crystal: Creation Myths'', vol. 3 |
| urLii  | Cantastorie      | skekLi il satirista              | |                                                                                        |                   |                       | Song of the Dark Crystal''             |
| urSan  | Nuotatore        | skekSa il marinaio               | |                                                                                        |                   |                       | Tides of the Dark Crystal              |

## Apparizioni

### Film
In Dark Crystal, i Mistici sono rimasti solo in dieci, mentre i Gelfling sono stati quasi completamente sterminati dagli Skeksis. Il capo dei Mistici, urSu, adotta Jen, un giovane Gelfling orfano, e lo cresce con la speranza che possa compiere un'antica profezia secondo cui un Gelfling porrà fine al dominio degli Skeksis. Quando Jen diventa adulto, urSu, ormai in fin di vita, lo incarica di ritrovare la scheggia perduta del Cristallo, necessaria per rendere possibile la riunificazione delle due razze. Una volta recuperata la scheggia, i Mistici, guidati da urZah, abbandonano la loro valle e si mettono in cammino verso il castello, giungendo in tempo per una nuova Grande Congiunzione, simile a quella che li aveva divisi mille anni prima. Trovano il Cristallo restaurato da Jen e si riuniscono agli Skeksis, dando vita agli UrSkeks, che ascendono al loro pianeta d'origine, lasciando Thra restaurata alla sua antica armonia.

### Libri
L'origine dei Mistici, appena accennata in Dark Crystal, viene approfondita nel libro complementare The World of the Dark Crystal di J.J. Llewellyn. Mille anni dopo la creazione di Thra, il pianeta viene visitato da 18 UrSkeks, giunti attraverso un portale aperto nel Cristallo della Verità durante la prima Grande Congiunzione, ovvero il millenario allineamento dei tre soli. Questo evento segna l'inizio della cosiddetta Era dell'Armonia: gli UrSkeks civilizzano le razze indigene di Thra e costruiscono un castello attorno al Cristallo. Tuttavia, nascondono la vera ragione del loro arrivo: sono stati esiliati dal loro pianeta natale dopo aver fallito nel dominare i propri impulsi oscuri, e sono stati inviati su Thra per redimersi.
Un millennio più tardi, gli UrSkeks tentano di fare ritorno al loro mondo d’origine e, al contempo, liberarsi definitivamente della propria oscurità, posizionando una rete di specchi attorno al Cristallo della Verità. Sperano che la luce generata dalla seconda Grande Congiunzione li purifichi. L'esperimento, però, ha un esito imprevisto: gli UrSkeks si dividono in due nuove razze distinte, gli Skeksis e i Mistici. Nel caos che ne segue, i Mistici vengono scacciati dal castello. In seguito, gli Skeksis spezzano il Cristallo, impedendo così ogni possibilità di riunificazione tra le due razze.
Il libro rivela infine che urSu si lascia morire intenzionalmente, affinché perisca anche l’imperatore skekSo, destabilizzando così il potere degli Skeksis.
Il ruolo successivo dei Mistici nel deterioramento delle relazioni diplomatiche tra gli Skeksis e i Gelfling viene approfondito nella tetralogia scritta da J.M. Lee. In Shadows of the Dark Crystal, si scopre che i Mistici si sono dispersi per Thra nel tentativo di contrastare l’avvizzimento del pianeta, causato dall’uso improprio del Cristallo da parte degli Skeksis. In Song of the Dark Crystal, il cantastorie Mistico urLii aiuta un gruppo di Gelfling a recuperare un’aerofono magico, capace di diffondere la verità sul tradimento degli Skeksis, i quali hanno iniziato a rapire i Gelfling per creare un elisir in grado di ringiovanirli.

### Fumetti
L'origine e il successivo esilio dei Mistici vengono approfonditi nei romanzi grafici The Dark Crystal: Creation Myths. Nel terzo volume, i Mistici iniziano ad accogliere nella loro valle i profughi Gelfling, in fuga dai villaggi distrutti dai Makrak, creature sotterranee emerse dopo lo scheggiamento del Cristallo. Quando gli Skeksis tentano di sterminare i Makrak, i Mistici intervengono e li persuadono a negoziare una tregua.

## Accoglienza e interpretazioni
Cheryl Henson, secondogenita di Jim Henson, dichiarò che i Mistici e gli Skeksis rappresentavano, per suo padre, due aspetti distinti dell'industria dell'intrattenimento in cui lavorava: gli Skeksis simboleggiavano il lato stressante e finanziario, mentre i Mistici incarnavano quello creativo e divertente.
Peter T. Chattaway, scrivendo su Patheos da una prospettiva cristiana, suggerì che i Mistici rappresentano lo spirito, in contrasto con gli Skeksis, che personificano il regno fisico.
Il professor Sidney Dobrin interpreta invece i Mistici come simboli dell'armonia ambientale.
Infine, Gideon Haberkorn dell'Università Johannes Gutenberg di Magonza descrive i Mistici come incarnazioni del buon selvaggio che, pur mantenendo un atteggiamento pacifico, condividono la responsabilità della rovina del mondo di Thra per via della loro complicità con gli Skeksis.